# Блок, Камиль
Камиль Блок ( фр. Camille Bloch; 17 июля 1865, Ле-Тилло — 15 февраля 1949, XIV округ Парижа) — французский историк.
Родился в Ле-Тилло (департамент Вогезы). Окончил факультет словесности в Сорбонне и École des Chartes со званием архивариуса-палеографа. В течение некоторого времени исполнял обязанности главного инспектора библиотек и архивов. В 1909 году читал в качестве профессора лекции в Высшей школе социальных наук в Париже и состоял членом технического комитета военного архива, главным секретарём Общества истории французской революции, вице-президентом Союза распространения светского образования, членом Высшей архивной комиссии и почётным архивариусом департамента Луары. Член-корреспондент Академии наук СССР c 31 января 1929 года по отделению гуманитарных наук (разряд исторических наук (история, палеография)).
Издал ряд работ под своей настоящей фамилией и под псевдонимом Габриель Дебор:
- Instruction publique dans l’Aude pendant la Révolution, 1893 (исследование, на основании сырого материала, ο состоянии образования во Франции накануне революции).
- L’Assistance de l’État en France à la veille de la Révolution, 1907.

Ряд работ по экономической истории отдельных департаментов Франции в конце XVIII века.